# Nucleosynthesis
Nucleosynthesis is het vierde studioalbum van Volt. De titel van het album verwijst naar nucleosynthese, hetgeen door Shipway en Smith vertaald werd naar  muziek maken, de verbinding tussen de artiest en zijn toehoorders. Op de hoes van het album is een deel van de isotopenreeks te zien, die door de nucleosynthese ontstaat of die wij laten ontstaan (kunstmatige gefabriceerde elementen). De muziek is elektronische muziek uit de Berlijnse School, dus sequencers zijn bijna het gehele album te horen. Een woord van dank aan Ron Boots en Kees Aerts almede aan het publiek van de Hampshire Jam Festival versie 5 (HJ5).

## Musici
- Michael Shipway, Steve Smith – synthesizers, elektronica

## Muziek
| Nr. | Titel     | Duur  |
| --- | --------- | ----- |
| 1.  | Explosion | 18:08 |
| 2.  | Evolution | 19:21 |
| 3.  | Implosion | 25:18 |